# Arturo Ortiz
Arturo Ortíz Santos (* 18. září 1966, Ženeva, Švýcarsko) je bývalý španělský atlet, jehož specializací byl skok do výšky.

## Kariéra
V roce 1987 skončil shodně dvanáctý na halovém ME v Liévinu i na druhém ročníku mistrovství světa v Římě. O rok později reprezentoval na letních olympijských hrách v jihokorejském Soulu, kde ve finále obsadil výkonem 225 cm 14. místo.
Na halovém ME 1990 ve skotském Glasgow získal stříbrnou medaili, když překonal 230 cm. Výše skočil jen Artur Partyka z Polska (233 cm). Na Mistrovství Evropy v atletice 1990 ve Splitu skončil osmý (228 cm).
V roce 1991 skončil devátý na halovém MS v Seville, desátý na světovém šampionátu v Tokiu a vybojoval stříbrnou medaili na světové letní univerziádě v Sheffieldu. O rok později obsadil sedmé místo na halovém ME v italském Janově a neprošel kvalifikací na letních olympijských hrách v Barceloně. Zúčastnil se také letní olympiády v Atlantě v roce 1996, kde rovněž skončil v kvalifikaci.
V roce 1993 se probojoval do finále na halovém MS v Torontu, kde se umístil na 12. místě. V témže roce skončil sedmý na mistrovství světa ve Stuttgartu a získal bronzovou medaili na letní univerziádě v Buffalu. Poslední výrazný úspěch zaznamenal v roce 1997 na Středomořských hrách v italském Bari, kde vybojoval stříbrnou medaili (226 cm).